# La tempestad (Sibelius)
La tempestad es una obra musical compuesta por Jean Sibelius para servir de música incidental a la obra de teatro La Tempestad de William Shakespeare . 
Fue compuesta entre 1925 y 1926, en aproximadamente la misma época que compuso su poema sinfónico Tapiola. Sibelius derivó dos suites para piano de la partitura deLa tempestad.
La música muestra una asombrosa riqueza imaginativa y gran capacidad de inventiva, siendo considerada por algunos como uno los mayores logros de Sibelius. Representó los caracteres individuales a través de diferente instrumentación: destaca el uso que hizo del arpa y percusión para representar a Próspero, capturando «la ambigüedad del personaje».

## Historia
Sibelius había terminado su Séptima sinfonía, que iba a ser su última, en 1924. La Tempestad y Tapiola serían sus últimas grandes obras, y durante el resto de los 32 años de su vida apenas compuso nada, periodo que sería conocido como «El silencio de Järvenpää».
Su amigo Axel Carpelan le sugirió la idea de poner música a La Tempestad en 1901. En 1925, su editor danés Wilhelm Hansen volvió a plantearle la idea, ya que el Teatro Real de Copenhague había programado la obra para el año siguiente, dirigida por Adam Poulsen. Sibelius estuvo ocupado con su composición desde el otoño de 1925 a comienzos de 1926.
La música completa tiene una duración de más de una hora. Originalmente constaba de 34 piezas, para vocalistas, coro mixto, armonio y una gran orquesta. Se estrenó en Copenhague el 15 de marzo de 1926. La primera noche llamó la atención internacional, pero Sibelius no estaba presente. Comentaristas señalaron que «Shakespeare y Sibelius, dos genios, finalmente se han encontrado el uno al otro», y elogiaron en particular el papel desempeñado por la música y los escenarios. Sólo cuatro días después Sibelius se embarcó en un viaje prolongado para trabajar los nuevos encargos en Roma. No fue hasta otoño de 1927 que pudo escuchar la obra por primera vez cuando el Teatro Nacional de Finlandia en Helsinki decidió interpretarla. Para esta actuación, compuso un Epílogo alternativo.
La obertura ha sido descrita como «el tramo musical más onomatopéyico jamás compuesto». Sibelius publicó la obertura como una pieza separada, y arregló en dos suites la música, integrado por 19 piezas. Estas suites condensan y combinan elementos de la música de escena, a veces en formas que ocultan el drama. Ha sido más frecuentemente escuchado en la forma de dos suites en sala de conciertos y grabaciones. Varias grabaciones no se siguen el orden formal de las suites sino que incluyen otros elementos.
La música incidental al completo fue grabada por primera vez en 1992, por la Orquesta Sinfónica de Lahti, el Coro de la Ópera de Lahti y solistas bajo la dirección de Osmo Vänskä, como parte del integral de las obras de Sibelius. Las suites han sido grabadas por Thomas Beecham, Charles Groves, Horst Stein, Leif Segerstam y Michael Stern, entre otros.

## Estructura de la música incidental
| - N.º 1. Obertura Acto 1 - N.º 2, Miranda se queda dormida - N.º 3, Aparece Ariel - N.º 4, Coro de los vientos - N.º 5, Ariel se va - N.º 6, Primera canción de Ariel con introducción y coro - N.º 7, Segunda canción de Ariel Acto 2 - N.º 8, Interludio - N.º 9, El roble - N.º 10, Tercera canción de Ariel - N.º 11, Interludio - N.º 12, Canción de Stephano - N.º 13, Canción de Calibán Acto 3 - N.º 14, Interludio - N.º 15 Humoresca - N.º 16, Canon - N.º 17, Danza del diablo - N.º 18, Ariel como una arpía - N.º 19, Danza II [El Diablo baila] - N.º 20, Intermezzo | Acto 4 - N.º 21, Aparece Ariel [= N.º 3] - N.º 22, Cuarta canción de Ariel - N.º 23, El arcoíris - N.º 24, Recitación de Iris - N.º 25, Canción de Juno - N.º 26, La danza de las náyades - N.º 27, La segadora - N.º 28, Aparece Ariel [= N.º 3] - N.º 29, Ariel se va [= N.º 5] - N.º 30, Aparece Ariel [= N.º 3] - N.º 31, Los perros Acto 5 - N.º 31 bis, Obertura - N.º 32 Entrada - N.º 33, Quinta canción de Ariel - N.º 34, Cortejo - N.º 34 bis, Epílogo. |

## Estructura de las dos suites
Las referencias entre paréntesis son el origen de la música en la partitura original.
| Suite n.º 1 para piano, Op. 109/2 - 1. El roble (N.º 18, Ariel como una Arpía, seguido por el n.º 9, El Árbol de Roble) - 2. Humoresca (N.º 15) - 3. Canción de Calibán (N.º 13) - 4. Los segadores (N.º 19, Danza II El diablo baila; N.º 27 La segadora) - 5. Canon (N.º 16) - 6. Escena (N.º 11, Interludio; N.º 31, Los perros) - 7a. Intrada " (N.º 32) - 7b. Berceuse (N.º 2, Miranda se queda dormida) - 8a. Interludio (N.º, El arcoíris) - 8b. Ariel s Song (N.º 7, Segunda canción de Ariel) - 9. Obertura (N.º 1) | Suite n.º 2 para piano, Op. 109/3 - 1. El coro de los vientos (N.º 4) - 2. Intermezzo (N.º 20) - 3. La danza de las ninfas (N.º 26, La danza de las náyades) - 4. Próspero (N.º 8, Interludio) - 5. La canción I (N.º 22, Cuarta canción de Ariel) - 6. Canción II (N.º 31 bis, Obertura; N.º 33, Quinta canción de Ariel) - 7. Miranda (N.º 14, Interludio) - 8. Las Náyades (N.º 6, Primera canción de Ariel) - 9. Danza (N.º 17, Danza del Diablo) |